# Christisonia subacaulis
Christisonia subacaulis är en snyltrotsväxtart som först beskrevs av George Bentham, och fick sitt nu gällande namn av Gardn.. Christisonia subacaulis ingår i släktet Christisonia och familjen snyltrotsväxter. Inga underarter finns listade i Catalogue of Life.